# Ramaria flaccida
Ramaria flaccida es una especie de hongo de coral de la familia Gautieriaceae. Originalmente descrita como Clavaria flaccida por Elias Fríe en 1821, la especie la transfirió Hubert Bourdot en 1898 a Ramaria.

## Galería de imágenes

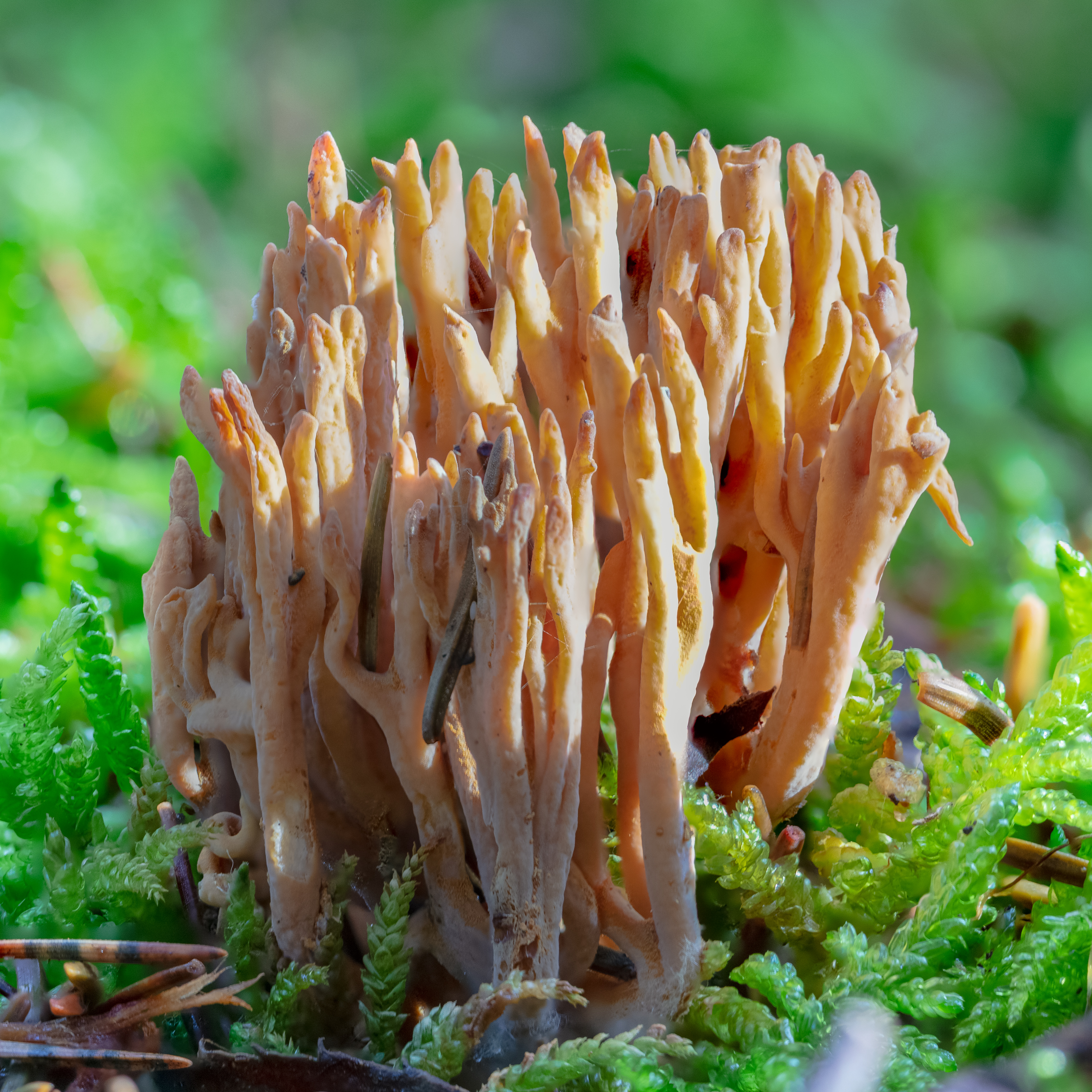
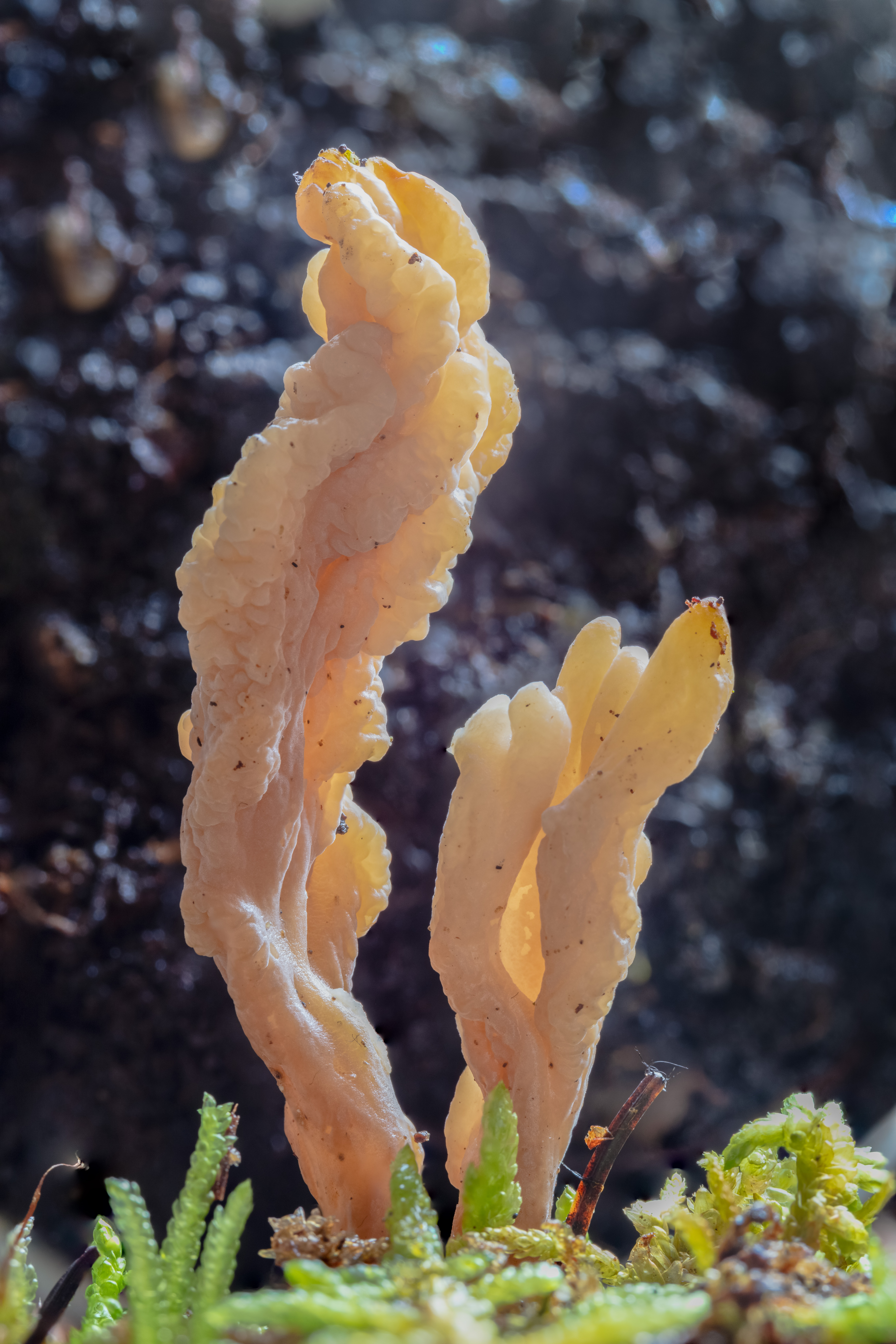
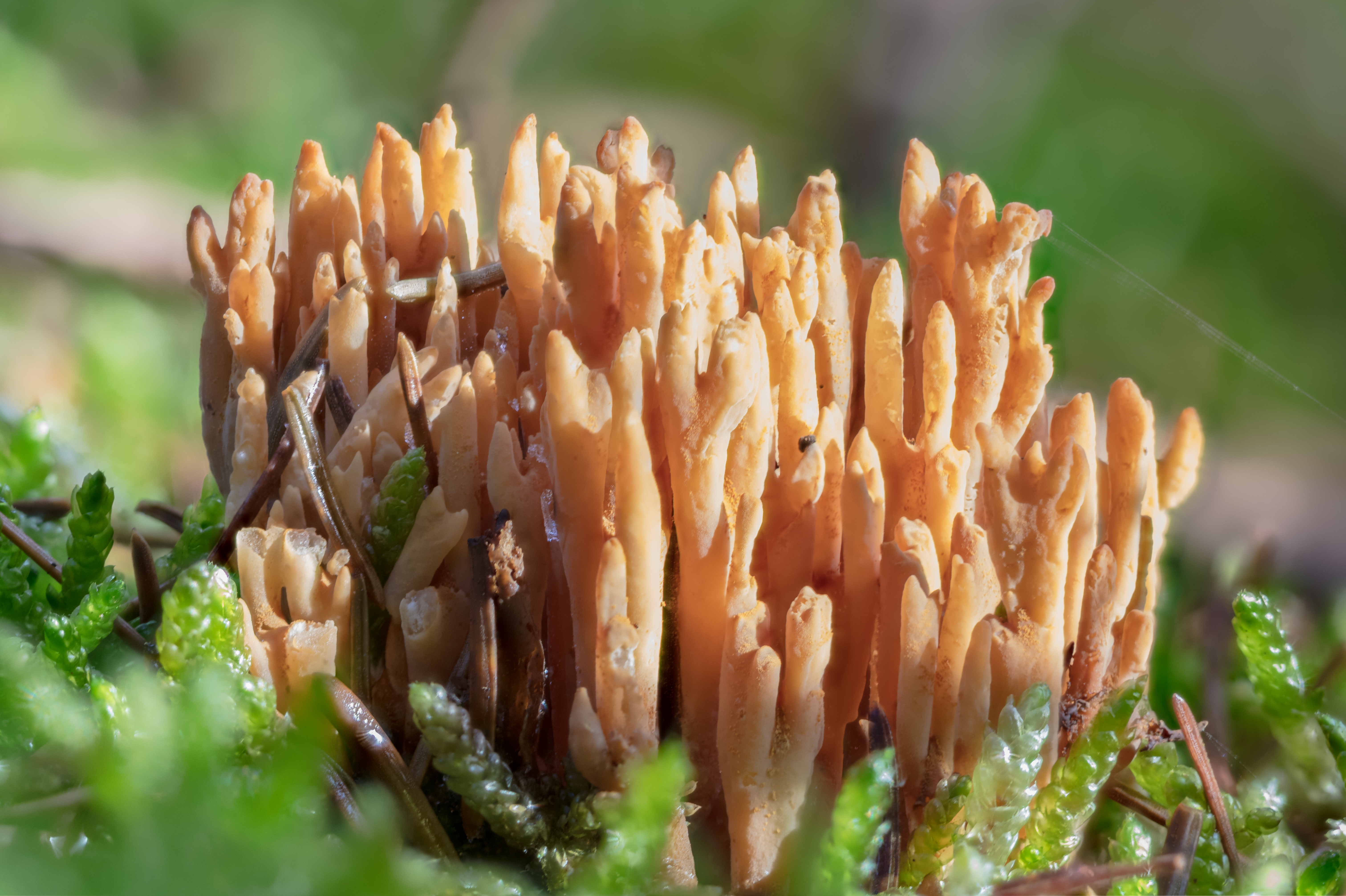
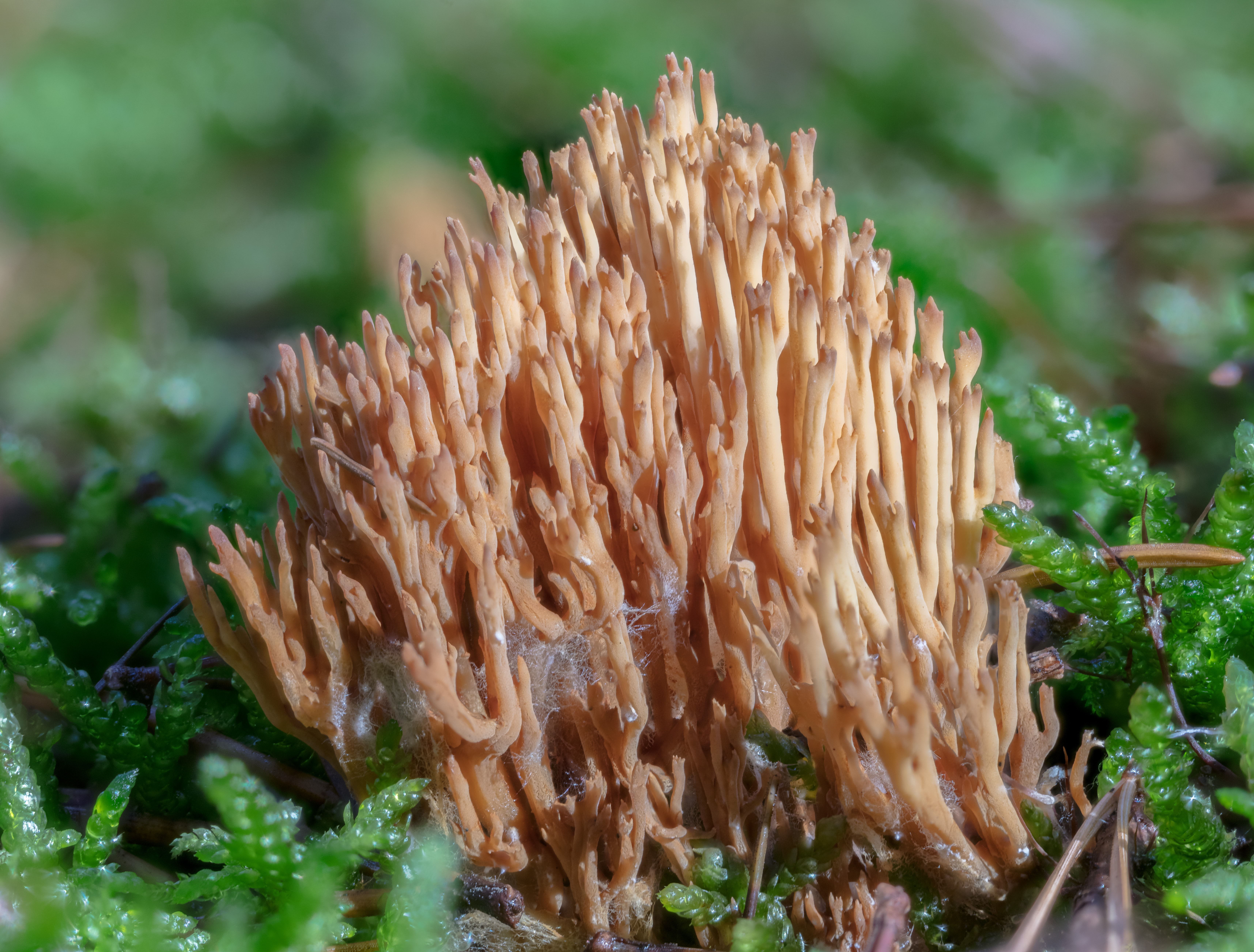
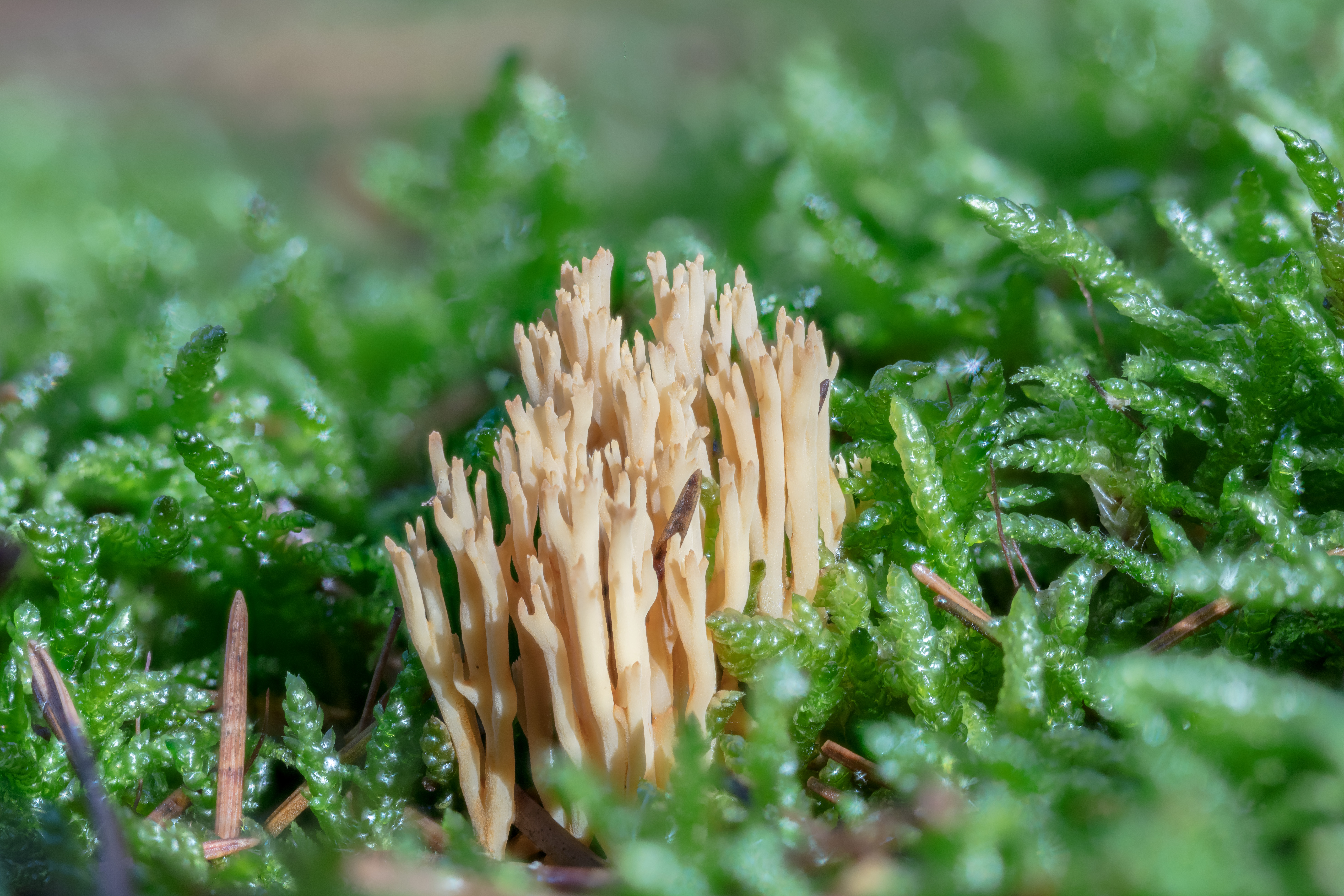